# سفارة النرويج في ألمانيا
سفارة النرويج في ألمانيا هي أرفع تمثيل دبلوماسي لدولة النرويج لدى ألمانيا. تقع السفارة في برلين وهي تهدف لتعزيز المصالح النرويجية في ألمانيا.

## وصلات خارجية
- قائمة سفارات النرويج
- قائمة السفارات في ألمانيا